# Castianeira trimac
Castianeira trimac là một loài nhện trong họ Corinnidae.
Loài này thuộc chi Castianeira. Castianeira trimac được miêu tả năm 1969 bởi Reiskind.